# 義城郡
義城郡（：／ Uiseong gun */?），是大韓民國慶尚北道中部的一個郡，西界洛東江。面積1,175.89方公里，2008人口60,570人。下分1邑、17面。王氏高麗初年始稱義城。1895年設郡。
中央線、中央高速公路經過。